# David Kirby (poète)
Pour les articles homonymes, voir David Kirby et Kirby.
David Kirby, né le 29 novembre 1944 à Baton Rouge, est un poète et critique littéraire américain.

## Œuvres
- Saving the Young Men of Vienna (1987)
- Writing Poetry: Where Poems Come from and How to Write Them (1989)
- Mark Strand and the Poet's Place in Contemporary Culture (1990)
- Herman Melville (1993)
- Big Leg Music (1995)
- My Twentieth Century (1999)
- The House of Blue Light (2000)
- The Travelling Library (2001)
- What is a Book? (en) (2002)
- The Ha-Ha (en) (2003)

- traduit en français sous le titre Le Haha (en) par Christian Garcin, Arles, France, Actes Sud, 2018, 112 p.  (ISBN 978-2-330-09245-0)
- I Think I Am Going to Call My Wife Paraguay (2004)
- The House on Boulevard St.: New and Selected Poems by David Kirby (en) (2007)
- Ultra-Talk: Johnny Cash, The Mafia, Shakespeare, Drum Music, St. Teresa of Avila, and 17 Other Colossal Topics of Conversation(2007)
- The Temple Gate Called Beautiful (2008)
- Little Richard: The Birth of Rock 'n' Roll (en) (2009)
- Talking about Movies with Jesus (2011)

- traduit en français sous le titre Parler de films avec Jésus par Christian Garcin, Saint-Etienne, France, Le Réalgar, 2022, 90 p.

## En langue française
- Le Haha, traduction Christian Garcin, Actes Sud 2018
- Parler de films avec Jésus, traduction Christian Garcin, Le Réalgar 2022